# Elytrimitatrix batesi
Elytrimitatrix batesi là một loài bọ cánh cứng trong họ Cerambycidae.